# Braintree (Essex)
Pour les articles homonymes, voir Braintree.
Braintree est une ville du comté de l'Essex dans l'est de l'Angleterre. Avec 41 634 habitants au recensement de 2011, c'est la ville la plus peuplée de l'arrondissement Braintree.

## Histoire
Le HMS Kite (U87) est parrainé par la communauté civile de Braintree et Brocking pendant la campagne nationale du Warship Week (semaine des navires de guerre) en mars 1942. Il est un sloop britannique, de la classe Black Swan modifiée, construit pour la Royal Navy.

## Personnalités liées à la ville
- James Challis (1803-1882), astronome et membre du clergé, y est né ;
- Samuel Courtauld (1876-1947), industriel anglais d'origine huguenote, collectionneur d'art et fondateur du Courtauld Institute of Art et de la Courtauld Gallery à Londres en 1932, y est né ;
- William Dawes (1671-1724), archevêque d'York, y est né ;
- Sally Hay (1948-), 5e épouse de Richard Burton, y est née ;
- Liam Howlett (1971-), musicien et DJ anglais, membre fondateur du groupe The Prodigy, y est né ;
- Katharine O'Shea (1846-1921), femme issue de l'aristocratie, y est née ;

## Jumelages

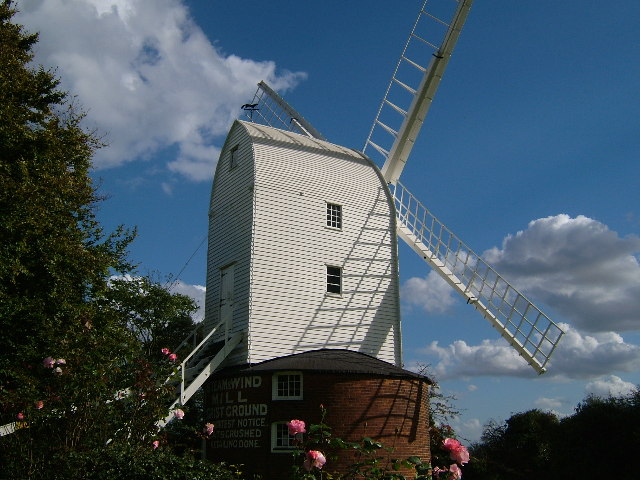
Bocking Windmill

- Pierrefitte-sur-Seine (France) depuis 1967[2]
- Rüdersdorf bei Berlin (Allemagne)